# De la Cuadra
La Compañía General Española de Coches Automóviles Emilio de la Cuadra, più nota come De la Cuadra, è stata una casa automobilistica spagnola attiva dal 1898 al 1901.
L'azienda venne fondata a Barcellona nel settembre 1898, dal capitano d'artiglieria Emilio de la Cuadra, allo scopo di commerciare i veicoli prodotti dalla Benz & Cie. e, altresì, costruire in proprio automobili a propulsione elettrica, progettate dall'ingegnere svizzero Carlos Vellino.
L'anno seguente, su consiglio di Vellino, l'azienda assunse un altro ingegnere svizzero, il ventunenne Marc Birkigt, all'epoca giunto a Barcellona dalla natia Ginevra in cerca di occupazione e destinato a divenire uno dei più geniali progettisti nella storia dell'automobile, nonché cofondatore della Hispano-Suiza.
Nell'agosto del 1900 la vettura elettrica fu ultimata e presentata alla stampa nel corso di una pubblica dimostrazione, rivelatasi disastrosa. L'insuccesso causò le dimissioni di Vellino che fu sostituito alla direzione tecnica da Birkigt.
Quest'ultimo, nei mesi precedenti, aveva studiato a fondo i motori della Benz & Cie., acquisendo le basilari nozioni tecniche sul motore a combustione interna e realizzato un suo progetto per quel tipo di propulsore, sottoponendolo a de la Quadra che lo autorizzò alla fase sperimentale. Dopo la realizzazione di alcuni prototipi, approntati negli ultimi mesi del 1900, l'azienda decise di mettere in produzione 6 automobili complete con motore a benzina.
In questa avventura Emilio de la Cuadra aveva investito ogni sua sostanza e contratto forti debiti con i fornitori, tanto che lo sciopero generale spagnolo del maggio 1901 fu sufficiente a rompere il fragile equilibrio finanziario dell'azienda. L'imprenditore fu costretto a sospendere i pagamenti ed ottenne il reintegro nell'esercito, lasciando l'azienda nelle mani dei creditori. In quel momento, delle sei autovetture programmate, cinque erano in fase di assemblaggio.
La ditta fu rilevata dal principale creditore, José María Castro Fernández, che diede vita alla nuova casa automobilistica J. Castro.